# Dries Devenyns
Dries Devenyns, född 22 juli 1983, är en professionell belgisk tävlingscyklist. Dries Devenyns blev professionell säsongen 2007 med Predictor-Lotto. Han tävlar för UCI ProTour-stallet Quick Step sedan säsongen 2009. Under sitt första år som professionell tog han hem segern på etapp 5 av Österrike runt.

## Amatörkarriär
Dries Devenyns slutade trea i de belgiska nationsmästerskapens cykelkrosstävling för debutanter. Sex år senare vann han nationsmästerskapens linjelopp för U23-cyklister framför Lars Croket och Maxime Vantomme. Under säsongen 2006 vann belgaren etapp 2 av Tweedaagse van de Gaverstreek. Han vann också etapp 4 och 5 av Ruban Granitiers Bretons innan han tog hem slutsegern av tävlingen framför David Le Lay och Pavel Brutt. Under Ruban Granitiers Bretons slutade han också trea på etapp 7 bakom Jean Zen och Russell Downing. Devenyns vann etapp 3 av Triptyque Ardennaise framför Russell Downing och Albert Timmer, en tävling där han slutade trea bakom Downing och Thomas Rabou, under tävlingen tog han också andra platsen på etapp 2. Säsongen fortsatte med en andra plats på etapp 2 av Ronde de l'Oise innan han slutade trea på etapp 2 av Tour de Liège. Dries Devenyns vann prologen under Tour des Pyrénées - Vuelta a los Pirineos i Zaragoza, en prolog som han vann framför Johan Lindgren och Niki Terpstra, under tävlingen slutade han också tvåa på etapp 3 bakom cykelkrosspecialisten Zdenek Stybar. Dries Devenyns tog bronsmedaljen i de belgiska nationsmästerskapens linjelopp för amatör-cyklister bakom Kristof De Zutter och Geoffrey Demeyere. Några dagar senare blev han belgisk nationsmästare i tempolopp för elitcyklister utan kontrakt, en tävling som han vann framför Marc Streel och Tony Bracke.

## Professionell
Efter det meritfyllda året 2006 blev Dries Devenyns kontrakterad av det belgiska UCI ProTour-stallet Predictor-Lotto. Under sitt första år lyckades han inte sluta på prispallen i någon tävling, men under säsongen 2008 började han komma in i proffsvärlden och han fick delta i Giro d'Italia 2008 för Silence-Lotto, tidigare Predictor-Lotto. Hans bästa resultat under tävlingen var en 27:e plats på etapp 9.
Under säsongen 2009 slutade han på nionde plats på etapp 1 och 5 av Baskien runt, en tävling som han slutade på 16:e plats. I slutet av april slutade han på 16:e plats i Vallonska Pilen. Dries Devenyns slutade senare under säsongen på en tionde plats på etapp 2 av Giro d'Italia 2009. Hans form fortsatte att vara god och i början av juli vann belgaren etapp 5 av Österrike runt framför Jeremy Hunt och Maksim Belkov. Han slutade på sjunde plats på Tour de la Région Wallonne. Under etapp 3, ett tempolopp, av Tour du Poitou-Charentes et de la Vienne slutade belgaren på femte plats. I slutställningen av Tour du Poitou-Charentes et de la Vienne slutade Dries Devenyns på femte plats bakom Gustav Larsson, Brett Lancaster, David Le Lay och Nicolas Rousseau.